# Vauquelinit
Vauquelinit ist ein selten vorkommendes Mineral aus der Mineralklasse der „Sulfate (einschließlich Selenate, Tellurate, Chromate, Molybdate und Wolframate)“ mit der chemischen Zusammensetzung Pb2Cu[OH|PO4|}CrO4] und ist damit chemisch gesehen ein Blei-Kupfer-Chromat mit Hydroxid- und Phosphationen als zusätzlichen Anionen.
Vauquelinit kristallisiert im monoklinen Kristallsystem, entwickelt aber nur kleine, keilförmige Kristalle und Zwillinge bis etwa fünf Millimeter Länge mit harz- bis diamantähnlichem Glanz auf den Oberflächen. Meist tritt er in Form knolliger, nieriger, traubiger, körniger oder massiger Mineral-Aggregate und krustiger Überzüge auf. Seine Farbe variiert zwischen Grün und Braun in verschiedenen Variationen von Apfel-, Zeisig und Olivgrün über Kanariengelb und Ockerbraun oder Leberbraun bis fast Schwarz. Auch seine Strichfarbe ist grünlich bis bräunlich.
Mit einer Mohshärte von 2,5 bis 3 gehört Vauquelinit zu den weichen bis mittelharten Mineralen und lässt sich etwas leichter als das Referenzmineral Calcit (3) mit einer Kupfermünze ritzen.

## Etymologie und Geschichte

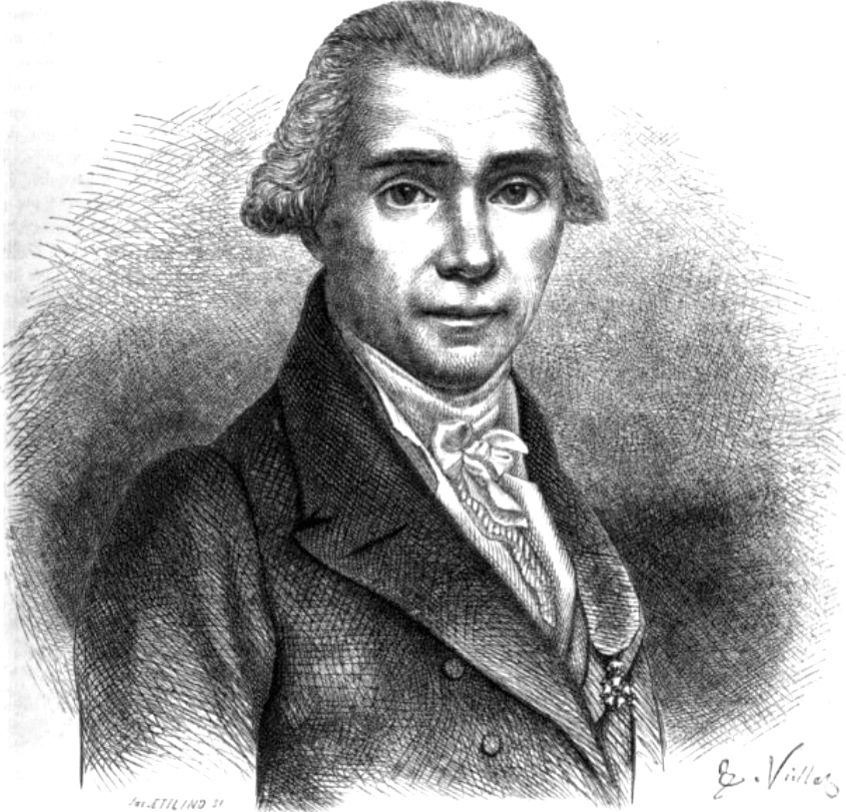
Louis-Nicolas Vauquelin

Erstmals entdeckt wurde Vauquelinit in der Grube „Tsvetnoi“ am Berg Uspenskaya in der Gold-Lagerstätte Berjosowski (Berezovsk, Beresowsk), Oblast Swerdlowsk im russischen Uralgebirge. Beschrieben wurde das Mineral erstmals 1818 durch Jöns Jakob Berzelius, der es nach dem französischen Chemiker und Entdecker des Elements Chrom Louis-Nicolas Vauquelin benannte.

## Klassifikation
In der veralteten 8. Auflage der Mineralsystematik nach Strunz gehörte der Vauquelinit zur Mineralklasse der „Sulfate, Chromate, Molybdate, Wolframate“ und dort zur Abteilung „Chromate“, wo er gemeinsam mit Bellit, Fornacit, Hemihedrit und Phönikochroit sowie im Anhang mit Iranit in der „Phönikochroit-Vauquelinit-Gruppe“ mit der Systemnummer VI/E.02 steht.
In der zuletzt 2018 überarbeiteten Lapis-Systematik nach Stefan Weiß, die formal auf der alten Systematik von Karl Hugo Strunz in der 8. Auflage basiert, erhielt das Mineral die System- und Mineralnummer VI/F.02-010. Dies entspricht der Klasse der „Sulfate, Chromate, Molybdate und Wolframate“ und dort der Abteilung „Chromate [CrO4]2−“, wo Vauquelinit zusammen mit Deanesmithit, Edoylerit, Fornacit, Georgerobinsonit, Molybdofornacit, Phönikochroit, Reynoldsit, Santanait und Wattersit eine unbenannte Gruppe mit der Systemnummer VI/F.02 bildet.
Die von der International Mineralogical Association (IMA) zuletzt 2009 aktualisierte 9. Auflage der Strunz’schen Mineralsystematik ordnet den Vauquelinit in die Klasse der „Sulfate (Selenate, Tellurate, Chromate, Molybdate und Wolframate)“ und dort in die Abteilung „Chromate“ ein. Hier ist das Mineral in der Unterabteilung „Mit PO4, AsO4, SiO4“ zu finden, wo es als einziges Mitglied eine unbenannte Gruppe mit der Systemnummer 7.FC.05 bildet.
In der vorwiegend im englischen Sprachraum gebräuchlichen Systematik der Minerale nach Dana hat Vauquelinit die System- und Mineralnummer 43.04.03.01. Das entspricht der Klasse der „Phosphate, Arsenate und Vanadate“ und dort der Abteilung „Phosphate“. Hier findet er sich innerhalb der Unterabteilung „Zusammengesetzte Phosphate etc., (Wasserfreie zusammengesetzte Anionen mit Hydroxyl oder Halogen)“ in der „Vauquelinitgruppe“, in der auch Fornacit und Molybdofornacit eingeordnet sind.

## Kristallstruktur
Vauquelinit kristallisiert monoklin in der Raumgruppe P21/n (Raumgruppen-Nr. 14, Stellung 2) mit den Gitterparametern a = 13,75 Å; b = 5,81 Å; c = 9,56 Å und β = 94,6° sowie vier Formeleinheiten pro Elementarzelle.

## Eigenschaften
Das Mineral ist leicht löslich in Salpetersäure (HNO3).

## Bildung und Fundorte

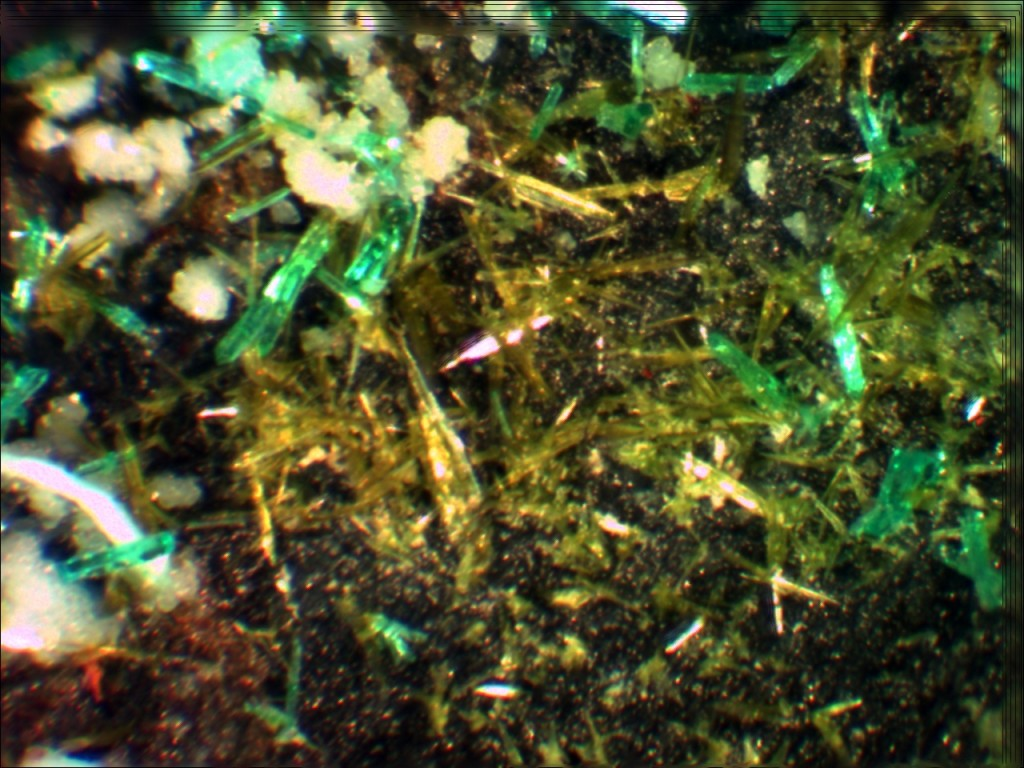
Vauquelinit (olivgrün) und Dioptas (smaragdgrün) aus der Blue Bell Mine, Baker, Soda Lake Mountains, Kalifornien (Sichtfeld 5 mm)

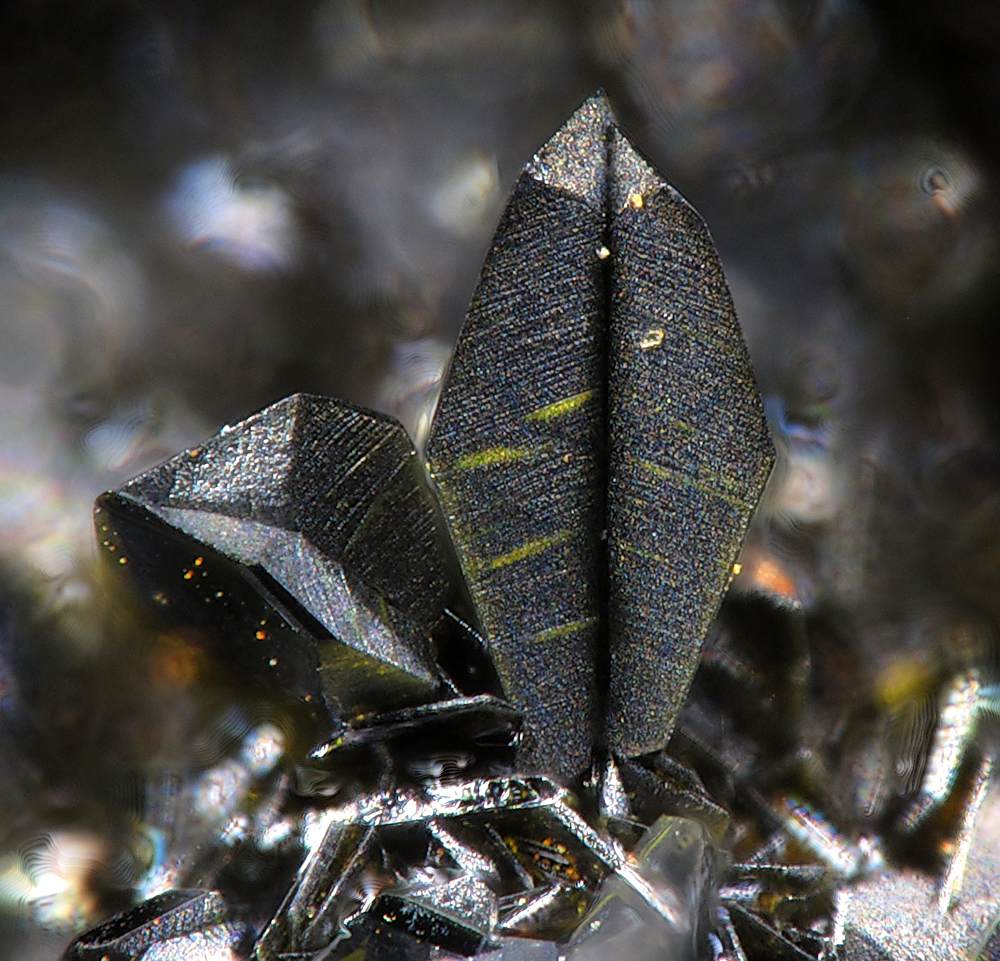
Großaufnahme von keilförmigen Vauquelinitzwillingen aus der Typlokalität Berjosowski, Russland (Bildbreite: 2 mm)

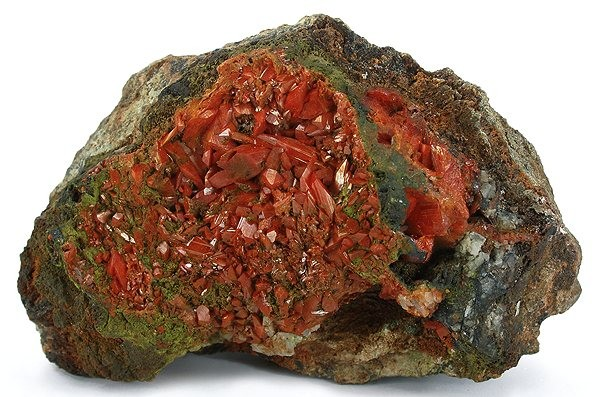
Krokoitkristalle, umgeben von einer grünen Kruste aus Vauquelinit aus dem gleichen Fundort (Größe: 11,5 × 7,1 × 6,0 cm)

Vauquelinit bildet sich in der Oxidationszone von hydrothermalen Erz-Lagerstätten. Als Begleitminerale können unter anderem Beudantit, Cerussit, Duftit, Krokoit, Mimetesit und Pyromorphit auftreten.
Als seltene Mineralbildung konnte Vauquelinit nur an wenigen Fundorten nachgewiesen werden, wobei bisher (Stand 2014) rund 70 Fundorte bekannt sind. Neben seiner Typlokalität Grube „Tsvetnoi“ trat das Mineral in Russland noch in der nahe gelegenen Krokoitgrube am Berg Uspenskaya und in verschiedenen Grube der Goldlagerstätte Berjosowski in der Oblast Swerdlowsk sowie am Sukhovyaz nahe Werchni Ufalei in der Oblast Tscheljabinsk zutage.
In Deutschland konnte Vauquelinit unter anderem in der Grube Clara bei Oberwolfach und bei Sehringen (Badenweiler Revier) in Baden-Württemberg, an mehreren Fundpunkten im Gebiet um Reichenbach (Lautertal) im hessischen Odenwald, in der Grube „Grünbleiberg“ bei Niedergelpe in Nordrhein-Westfalen sowie im Tagebau Callenberg und der Grube „Ludwig-Vereinigt Feld“ bei Schönbrunn in Sachsen gefunden werden.
Der bisher einzige bekannte Fundort in Österreich ist die Eisen-Lagerstätte bei Grassendorf in der Kärntener Gemeinde Liebenfels (Bezirk Sankt Veit an der Glan).
Weitere Fundorte liegen unter anderem in Australien, Brasilien, der Demokratischen Republik Kongo (Zaire), in Frankreich, Griechenland, Japan, Kasachstan, Mazedonien, Namibia, Südafrika, Ungarn, im Vereinigten Königreich (UK) und in den Vereinigten Staaten von Amerika (USA).